# Jean Desmarets de Saint-Sorlin
Jean Desmarets de Saint-Sorlin (Parigi, 1595 – Parigi, 28 ottobre 1676) è stato un poeta francese.

## Biografia
Consigliere di Luigi XIII, controllore generale delle spese straordinarie di guerra, segretario generale della Marina di Levante, Desmarets de Saint-Sorlin frequentava abitualmente l'Hôtel de Rambouillet e contribuì alla Guirlande de Julie con un poemetto particolarmente apprezzato, La Violette.
Fu introdotto da Faret e Malleville nella Società degli amici di Conrart ove lesse il suo romanzo L'Ariane (1632). Protetto da Richelieu, fece parte dell'Académie française fin dalla sua fondazione e ne fu il primo cancelliere.
Richelieu lo incaricò di comporre delle tragedie, cosa che egli fece con entusiasmo. Dopo l'Aspasie (1636), rappresentata con un successo che oggi appare incomprensibile, scrisse Mirame (1641), su una trama di Richelieu che, pare, scrisse anche alcune scene arrangiandone la vicenda ove si rievoca la relazione di Anna d'Austria con George Villiers di Buckingham. Malgrado le spese di rappresentazione che assommarono a circa 300.000 scudi, la tragicommedia cadde già alla prima. Desmarets collaborò con il cardinale in un'altra commedia allegorica, Europe, spesso attribuita allo stesso Richelieu.
Desmarets de Saint-Sorlin compose ancora due tragicommedie, Scipion e Roxane e una tragedia in prosa, Erigone. Ma è nella commedia che ebbe le riuscite migliori con Les Visionnaires (1637), divertente pièce che si legge ancora con piacere, specie se si conosce bene l'epoca alla quale si riferisce, dal momento che mette in scena, sotto un velo trasparente, personaggi come Madeleine de Sablé, Madame de Rambouillet e Madame de Chavigny.
Nel 1645 Desmarets divenne estremamente devoto e, da allora, creò soltanto opere di soggetto religioso. Compose traduzioni in versi dell'Office de la Vierge e dell'Imitazione di Cristo e vari poemi religiosi come Marie-Madeleine ou la Grâce triomphante. Combatté con veemenza il giansenismo e, alla fine della sua vita, giunse a deliri mistici, sostenendo di scrivere sotto il dettato di Dio. Caduto in una specie di follia fanatica, propose al re, in un suo scritto apocalittico, l'Avis du St-Esprit, di preparare un esercito per sterminare gli eretici.
Nel 1657, Desmarets scrisse il poema epico Clovis ou la France chrétienne, in 25 canti (poi ridotti a 20 nel 1673), nei quali mette in rilievo le origini divine della monarchia francese. Lodata da Jean Chapelain ma disprezzata da Boileau, contrario all'introduzione del meraviglioso cristiano nell'epica, Desmarest rispose con il saggio Comparaison de la langue et de la poésie française avec la grecque et la latine, in cui afferma la superiorità della lingua francese e delle leggende cristiane sulle lingue classiche e le leggende pagane, dando così inizio alla Querelle des Anciens et des Modernes nella quale si mostrò fra i più decisi sostenitori della superiorità dei Moderni.
Morì nel 1676 e venne sepolto nel Cimitero di Saint-Paul-des-Champs.

## Opere
- L'Ariane, romanzo (1632)
- Aspasie, tragedia (1636)
- Les Amours du compas et de la règle et ceux du soleil et de l'ombre (1637)
- Les Visionnaires, commedia in 5 atti in versi (1637);
- Scipion l'Africain, tragicommedia (1639)
- Roxane, histoire tirée de celle des Romains et des Perses, tragicommedia (1639)
- Mirame, tragicommedia (1641)
- Europe, commedia eroica (1643)
- Erigone, tragedia in prosa
- Les promenades de Richelieu ou les Vertus chrestiennes (1653)
- Les quatre livres de l'Imitation de Jesus-Christ, traduits en vers (1654)
- Clovis ou la France chrétienne, poema eroico (1657)
- Au roy, sur sa conqueste de la Franche-Comté (1668)
- Marie-Magdeleine ou le Triomphe de la grâce (1669)
- Esther, poema eroico (1670)
- La comparaison de la langue et de la poësie françoise, avec la grecque et la latine: des poëtes grecs, latins & françois et les Amours de Protée et de Physis, dédiez aux beaux esprits de France (1670)
- La Défense du poème héroïque avec quelques remarques sur les œuvres satyriques du sieur D***, dialoghi in versi e in prosa (1674)
- Le Triomphe de Louis et de son siècle (1674)
- La Défense de la poésie (1675)
- Abraham, ou la Vie parfaite, poema (1680)